# Friedrich Wilhelm von Wolff-Metternich
Friedrich Wilhelm von Wolff-Metternich (* 12. Mai 1773; † 1848) war Domherr in Münster und im Domstift Corvey.

## Leben
Friedrich Wilhelm von Wolff-Metternich entstammte dem westfälischen Adelsgeschlecht Wolff-Metternich. Er war der Sohn des Clemens August von Wolff-Metternich und dessen Gemahlin Therese von und zu Hammen. Sein Großvater Franz Wilhelm von Wolff-Metternich war Domherr in Münster. Der Kurfürst Maximilian Franz verlieh ihm am 28. April 1800 eine Dompräbende in Münster. Die Aufschwörung fand am 30. Juni 1800 statt. Friedrich Wilhelm war auch Domherr in Corvey.